# Ортенбург (имперское графство)
Графство Ортенбург (нем. Reichsgrafschaft Ortenburg) — малое государство Священной Римской империи, существовавшее с первой четверти XII века по 1805 год на территории Нижней Баварии. Не следует путать его с одноименным графством в Каринтии. Резиденцией графов служил замок Ортенбург (Ортенберг), расположенный в 10 км западнее Пассау.
Первый граф — Рапото I фон Шпонгейм, четвёртый сын герцога Каринтии Энгельберта II. После смерти отца наследовал его баварские владения.
В районе 1120 года Рапото I построил замок Ортенберг и стал называть себя графом Ортенбергским. В XIII веке закрепилось изменённое название — Ортенбург. В 1173 году после смерти брата (Энгельберта III) Рапото I присоединил часть его владений.
После падения Генриха Льва в 1180 году, Ортенбурги объявили себя независимыми от герцогов Баварии. Статус имперского графства был подтверждён в 1473 году.
В результате войн с Бабенбергами и епископами Пассау, а также разделов, к 1275 году территория графства уменьшилась до замка Ортенбург и его непосредственных окрестностей.
Очередной раздел произошёл в 1385 году, его результатом стало образование графств Ортенбург-Альтортенбург, Ортенбург-Нойортенбург и Ортенбург-Дорфбах. Они снова объединились в 1444 и 1462 годах, когда к Нойортенбургская ветвь унаследовала сначала Альтортенбург, затем Дорфбах.
В 1563 году проведена реформация.
В 1805 году Иосиф Карл Леопольд фон Ортенбург-Нойортенбург продал своё графство курфюрсту Баварии Максимилиану I Иосифу.

Графство Ортенбург в 1250 г. (сверху жёлто-зелёным цветом)
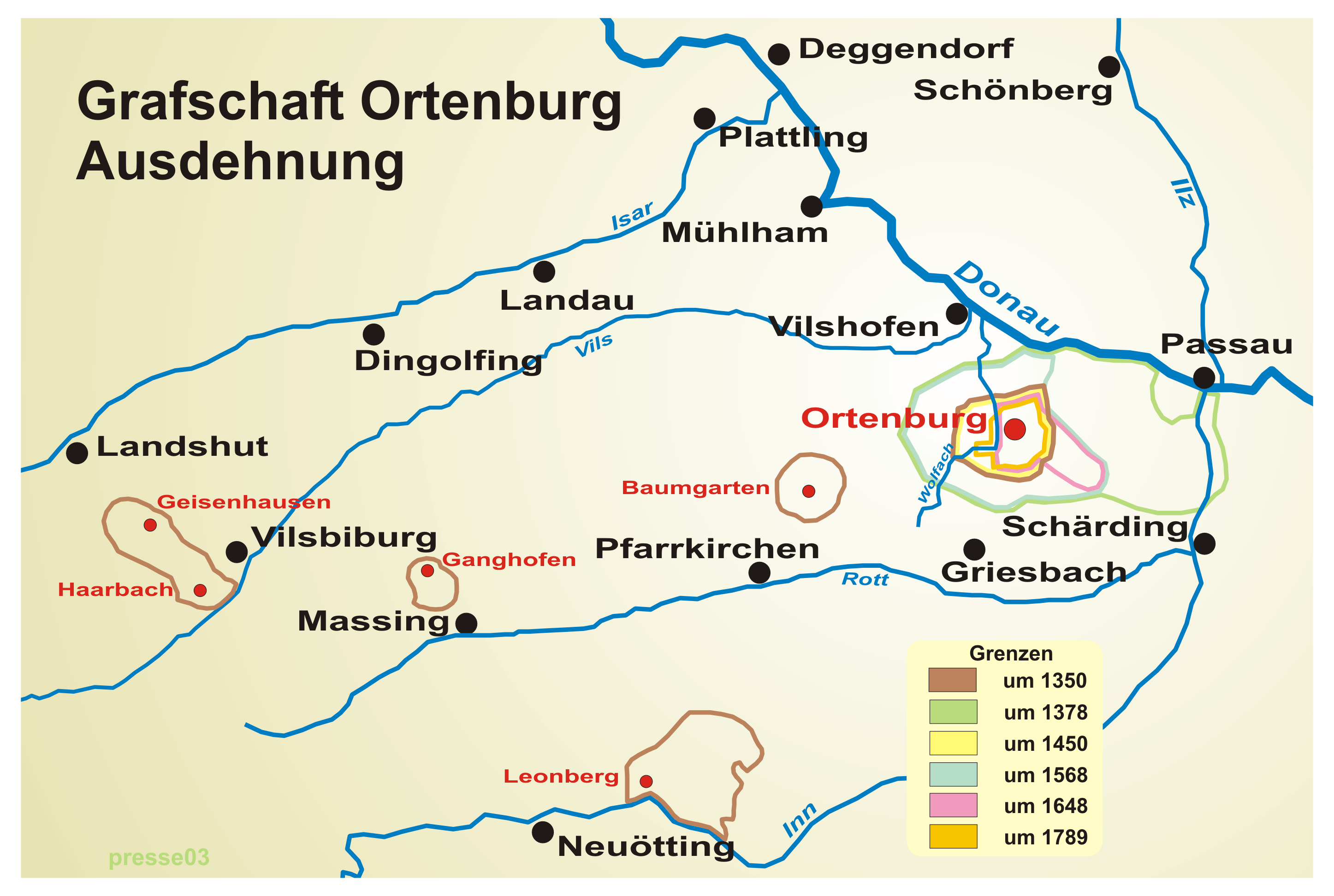
Схематичное изображение территории графства
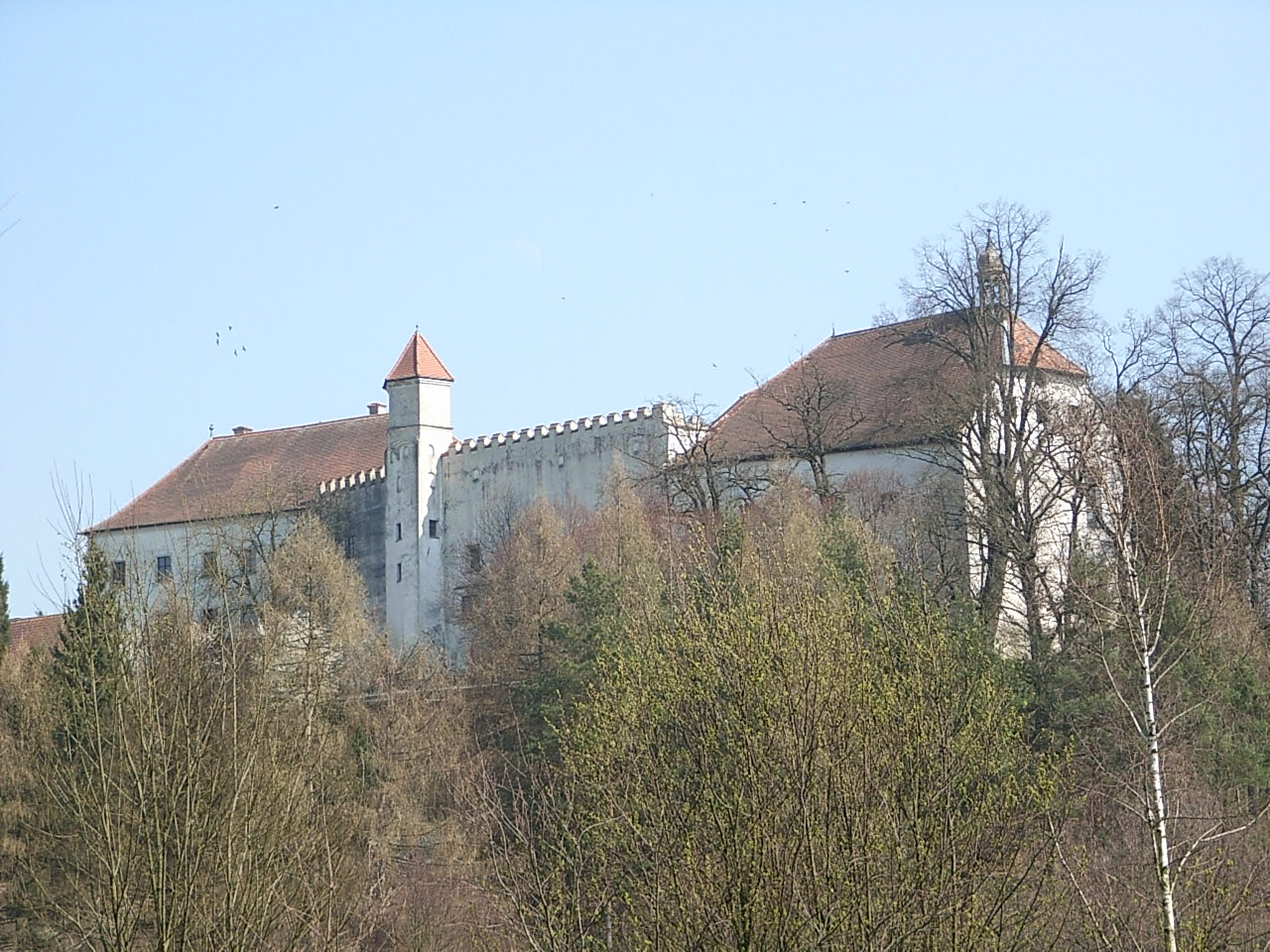
Замок Ортенбург